# Casigua
Casigua es una parroquia del Municipio Mauroa. Se encuentra en la costa occidental del estado Falcón, en el Golfo de Maracaibo. Está conectado por una carretera con la troncal 3 que lleva de Coro a Maracaibo. El pueblo tiene una iglesia colonial construida en 1779 por orden del Monseñor Mariano Martí, y entre sus edificaciones históricas se cuenta una casa (actualmente abandonada) en la cual se alojó Simón Bolívar el 20 de diciembre de 1826, cuando se trasladaba desde Maracaibo hacia Caracas con el fin de detener el movimiento separatista conocido como La Cosiata.

## Historia
La villa de Casigua fue fundada alrededor de 1726, y su importancia radicaba en su ubicación en el camino entre Coro y Maracaibo, por lo cual era frecuentada por viajeros y fue un punto estratégico en maniobras militares y políticas. En 1779 se construye una iglesia por orden del Monseñor Mariano Martí. 
En 1826 es visitada por Simón Bolívar cuando éste procuraba llegar a Caracas para detener un movimiento separatista promovido por José Antonio Páez y conocido posteriormente como La Cosiata. Antes de la fundación de Casigua para los años de 1714 y 1715, las tierras ubicadas desde la Quebrada La Enramada, sitio denominado Paso Real de Jumare (Actualmente Playa de Punta Capana), hasta las cercanías de los límites con el actual Municipio Urumaco, específicamente en la Quebrada Arroyo Salado, fueron otorgadas por real cédula a los indígenas Caquetíos que habitaban en el lugar, para protegerlos de los abusos de los colonizadores.
Durante la primera mitad del siglo XIX fue capital del Cantón de Casigua de la Provincia de Coro, para el año 1839 contaba con una población de 6000 habitantes incluyendo 800 'hombres útiles para las armas' y 100 'esclavos', que vivían de los rebaños de cabra y del cultivo de algodón, maíz, yuca, cocuy y otros rubros que se daban en los cerros cercanos.

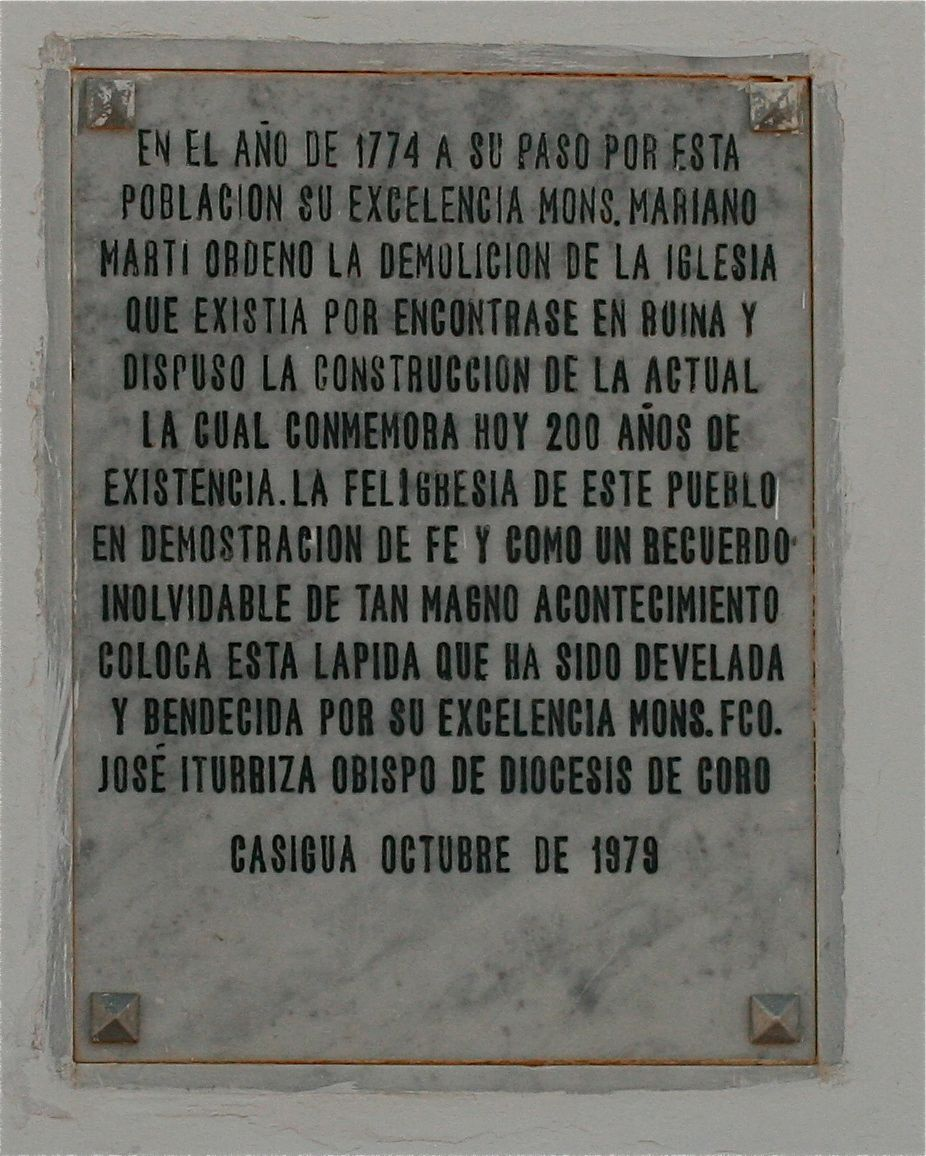
Placa iglesia Casigua

En 1848, en medio de un movimiento subversivo liderado nuevamente por el General Páez, pero esta vez en contra del gobierno de José Tadeo Monagas, una parte de las tropas presidenciales operaron desde Casigua para reconquistar a Maracaibo. Años después, Casigua vuelve a ser escenario de luchas políticas y militares. En 1869 el presidente del Zulia, Venancio Pulgar, se alza contra el gobierno nacional de José Ruperto Monagas. Entre el 27 y 28 de septiembre de ese año las tropas zulianas derrotan a las tropas del gobierno central en Casigua y se dirigen hacia Capatárida, pero el general Galán, derrotado en Casigua, se dirige posteriormente a Los Puertos de Altagracia y obliga a las tropas de Pulgar a regresar para proteger a Maracaibo. Pulgar gana una última batalla en Maracaibo, pero la rendición de sus generales lo obliga a entregar las armas y exiliarse.

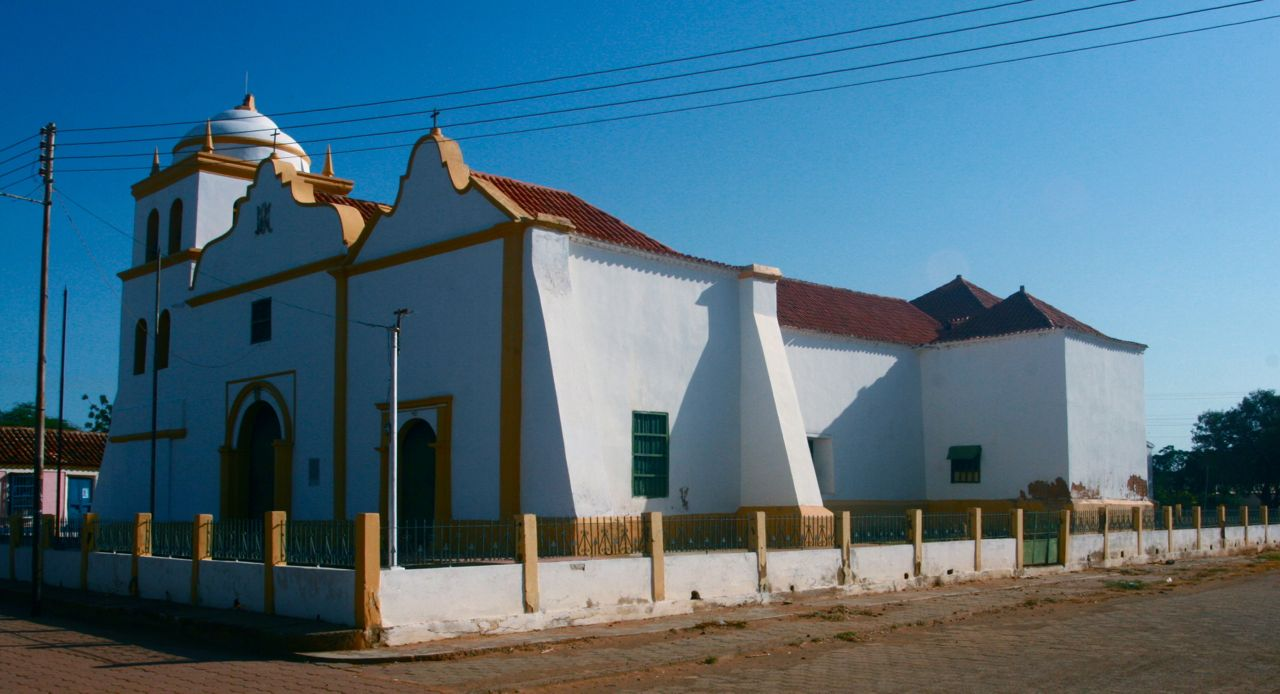
Iglesia de Casigua

En 1881, el presidente Guzmán Blanco busca fusionar los estados Zulia y Falcón y nombra a los generales Nicolás Mariano Gil y Federico Puga como representantes de estas entidades en el Consejo Federal de Administración. Gil se encarga de las negociaciones para la fusión de los estados y sugiere que Casigua sea la capital. El 28 de agosto de 1881 se celebra allí el Congreso Constituyente de Casigua, y los participantes aprueban la constitución del nuevo estado con el nombre de Estado Falcón-Zulia y nombran como primer presidente al general Benito M. Figueredo. La idea de una capital equidistante de Maracaibo y Coro, ya sea en Casigua o en Capatárida, fue rechazada y se acordó que las capitales anteriores se alternarían cada dos años.
A finales de la década de 1910 los geólogos de las empresas British Controlled Oil Fields y Standard Oil Company of Venezuela investigaron los menes en las inmediaciones de Casigua, y describieron una acumulación comercial en el año de 1921 en el campo de Mene de Mauroa. Este campo se cuenta entre las diez primeras acumulaciones petrolíferas significativas descubiertas en Venezuela y contribuyó a atraer la atención de la industria petrolera mundial hacia el país. Las operaciones en el campo petrolero de Mene de Mauroa fueron una fuente de trabajo importante para la población local, pero a la vez atrajeron población y recursos hacia esta incipiente localidad, en detrimento de los poblados vecinos. Con el paso del tiempo Casigua dejaría de ser el principal centro poblado de la región y Mene de Mauroa se transformaría en la capital del municipio.

## Educación
Posee un liceo local llamado "Liceo bolivariano Casigua" donde se imparten clases de ciclo medio y diversificado en el turno matutino y una escuela gubernamental donde funciona el ciclo básico y la educación preescolar. El pueblo carece de institutos de educación superior, obligando a los lugareños interesados en cursar estudios superiores a trasladarse a ciudades vecinas para cursar dichos estudios. Los principales destinos son: Maracaibo en el estado vecino del Zulia y en el estado Falcón las ciudades de Punto Fijo y Coro. Estas últimas dos ciudades solo poseen universidades experimentales, haciendo a La Universidad del Zulia, el destino de preferencia.

## Economía
Posee una economía rudimentaria basada principalmente en el mercado interno de ganado ovino, caprino y porcino como también el comercio interno de productos de uso cotidianos importados principalmente de las ciudades de Maracaibo y Punto Fijo. Muchos lugareños también se dedican a la venta de comida casera que comercializan en sus propias casas

## Política
Casigua es, desde el punto de vista político-administrativo, una parroquia del municipio Mene Mauroa. Posee un colegio electoral y no posee administración local, quedando en manos de la alcaldía del municipio mene mauroa, la administración de la parroquia.

## Geografía
Se encuentra ubicada al noroeste del estado falcón. El relieve es llano, con un clima semiárido y predomina la vegetación xerófila. Posee clima caluroso a lo largo del día la mayor parte del año, con escasas precipitaciones.

## Lugares de interés
En los alrededores de Casigua se encuentra la playa de Punta Capana, donde desemboca la quebrada La Enramada y se pueden apreciar formaciones de dunas o médanos. En este sitio se desarrolló un balneario con diversos servicios e infraestructura para el turismo, pero que actualmente se encuentra abandonado. En la quebrada la Enramada se encontraba un paso real por donde desembarcaron los colonizadores denominado Paso Real de Jumare, dicho sitio  era la entrada de los primeros colonizadores al territorio que hoy conocemos como Municipio Mauroa.

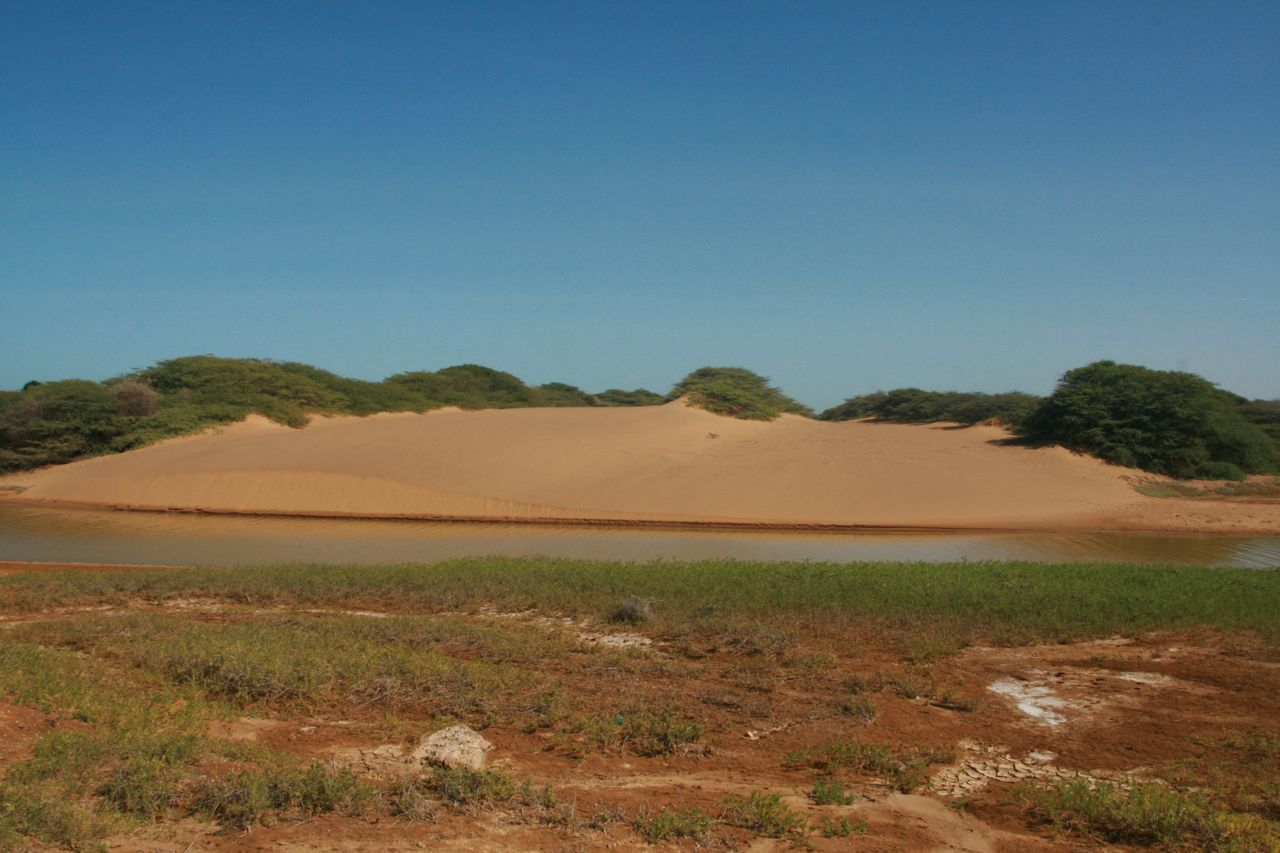
Dunas de Punta Capana

## Observaciones para visitantes
Casigua no posee ningún tipo de facilidad de hospedaje para visitantes, aquellos que visitan el pueblo generalmente se alojan con sus familiares o conocidos locales. Anteriormente Todas las transacciones internas en el pueblo se hacían en efectivo ya que carece de cableado telefónico y por lo tanto, de facilidades de pago electrónico, pero actualmente muchas casas y negocios cuentan con internet satelital, ayudando a que las transacciones sean más fáciles y se pueda lograr un intercambio comercial más progresista. La mayoría de los teléfonos celulares perderán el servicio varios kilómetros antes de entrar al pueblo, sin embargo, en ciertos puntos en el pueblo podrá recuperarse.